# Heinrich Thannhauser

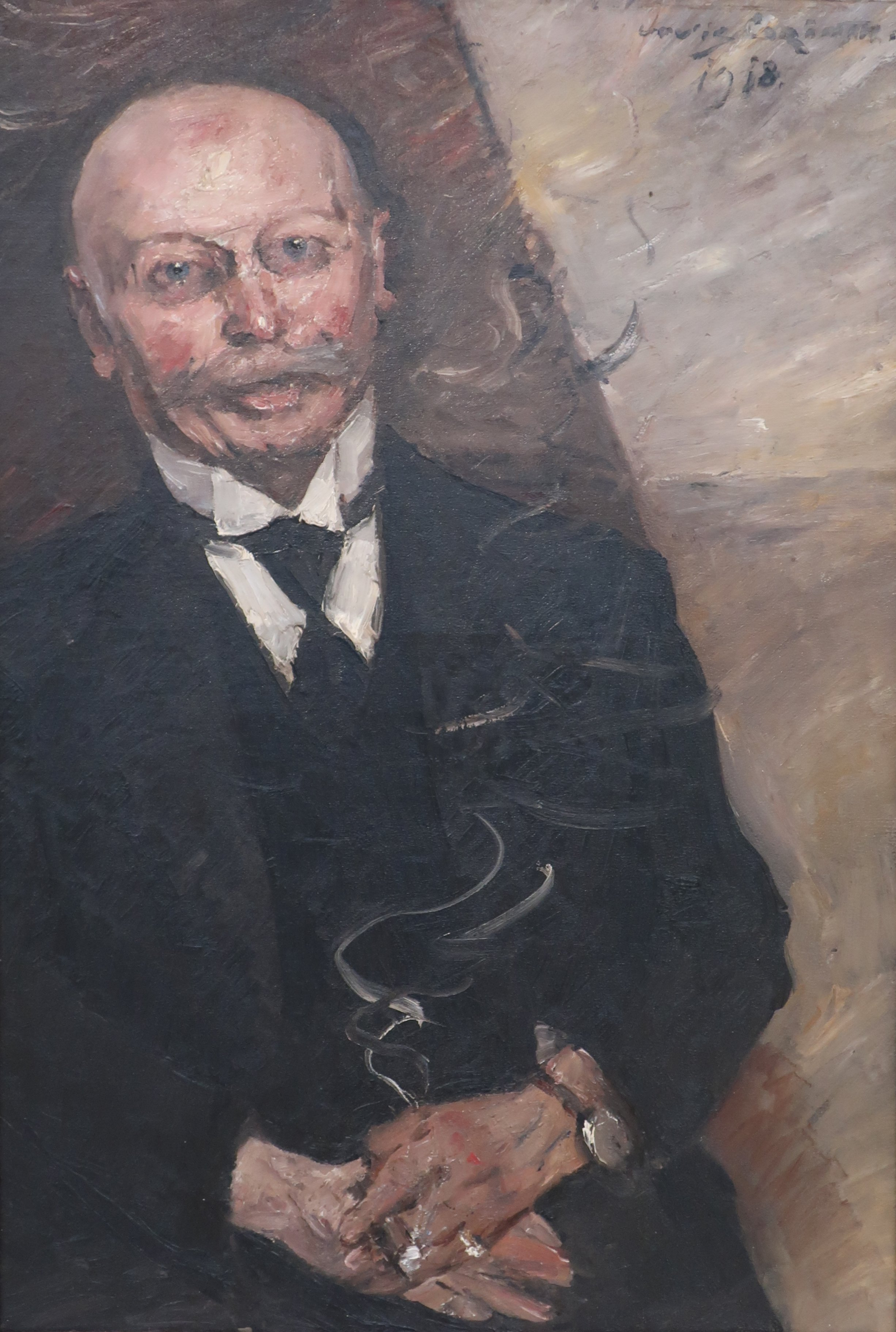
Lovis Corinth: Bildnis Heinrich Thannhauser (1918), Kimbell Art Museum, Fort Worth, Texas

Heinrich Thannhauser (* 16. Februar 1859 in Hürben, heute Stadtteil von Krumbach (Schwaben); † 1934 an der deutsch-schweizerischen Grenze) war ein deutscher Galerist und Kunstsammler. Er war als Kunsthändler einer der wichtigsten Förderer der frühen  expressionistischen Kunst in Deutschland.

## Leben

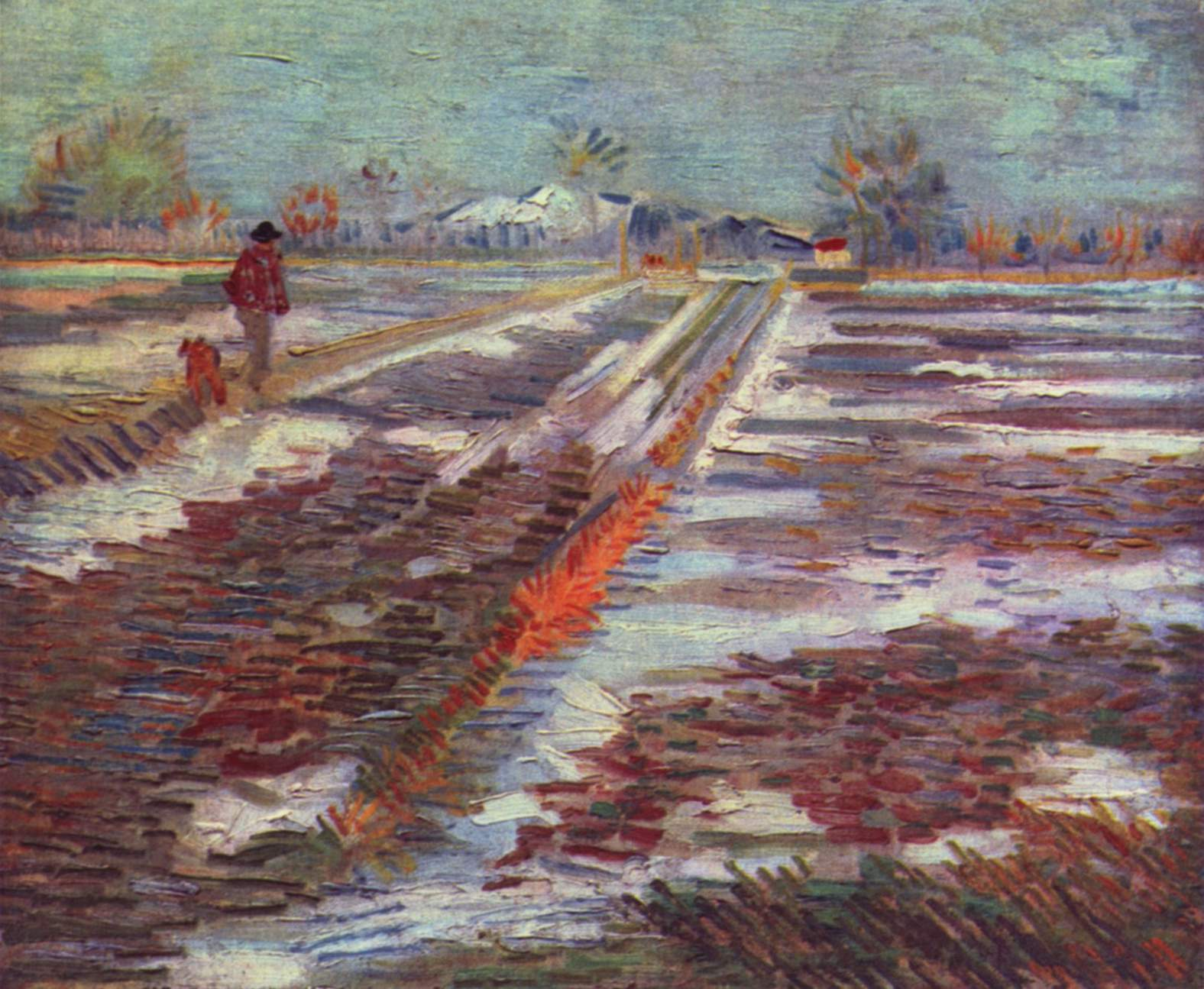
Vincent van Gogh: Hügel bei Saint-Rémy (1888) aus der Sammlung J. K. Thannhauser

Die jüdische Familie Thannhauser stammte aus Mönchsdeggingen. Heinrich Thannhauser lernte zunächst den Beruf des Maßschneiders. In seiner Münchener 1904 gegründeten Modernen Galerie stellte Thannhauser zunächst die Kunstwerke französischer Impressionisten wie Édouard Manet, Edgar Degas und Paul Gauguin aus. Später kamen nicht zuletzt die Werke Pablo Picassos, der mit den Thannhausers befreundet war, und die von Georges Braque hinzu. 
1909 trennte sich Thannhauser von seinem Kompagnon Franz Josef Brakl und führte die Galerie unter dem Namen Galerie Thannhauser weiter. Hier im Arco-Palais fand im selben Jahr die erste Ausstellung der Neuen Künstlervereinigung München statt. 1911 begann die Zusammenarbeit mit der Redaktionsgemeinschaft Der Blaue Reiter. Thannhauser war mit Theo van Goghs Witwe, Johanna van Gogh-Bonger, und deren Sohn Vincent befreundet, wodurch er seinen Bestand mit bedeutenden Werken erweitern konnte. 1918 ließ er sich in Berlin gleichzeitig von Lovis Corinth und von Max Liebermann malen; dem einen saß er vormittags Porträt, dem anderen nachmittags.

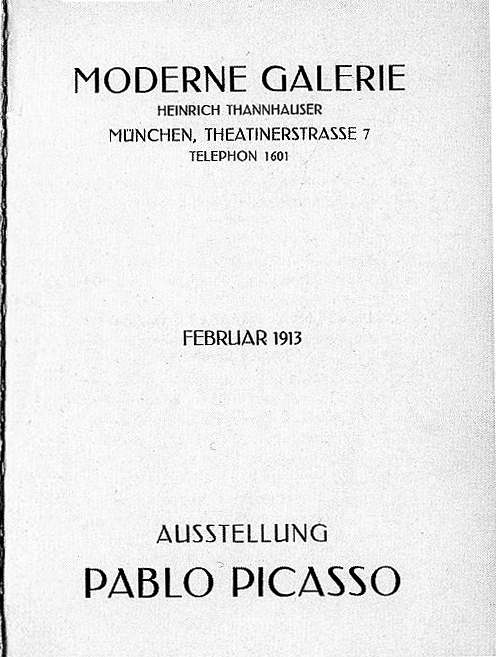
Katalogtitelblatt zur Picassoausstellung 1913

1934 wollte Heinrich Thannhauser vor den Nationalsozialisten in die Schweiz fliehen; an der Grenze erlag er einem Schlaganfall.

## Familie
Sein Sohn Justin Thannhauser, der ebenfalls zum erfolgreichen Kunsthändler avancierte, richtete Dependancen in Luzern (1919) und Berlin (1927) ein. Das Stammhaus im Arco-Palais, Theatinerstraße 7 in München, wurde 1928 aufgelöst. 1937 beschlagnahmten die Nationalsozialisten die Bestände. Justin Thannhauser emigrierte nach Paris, wo er bis 1941 eine Galerie führte, deren Bestand ebenfalls nach Besetzung durch die deutsche Wehrmacht beschlagnahmt wurde. Es gelang ihm, nach New York zu flüchten, wo er ein drittes Mal einen Neuanfang wagte. 1963 stiftete er seine private Sammlung und die seines Vaters dem Guggenheim-Museum, New York, in dem ein nach ihm benannter Raum an ihn erinnert.